# Psilotum complanatum
Psilotum complanatum là một loài dương xỉ trong họ Psilotaceae. Loài này được Sw. mô tả khoa học đầu tiên năm 1801.
"Loã tùng dẹp. Có phụ sinh, dài đến 1m; căn hành không rễ; thân dẹp, rộng đến 3mm, dày 0,3mm, không lông, không lá, xanh, lưỡng phân nhiều lần; lông có gân giữa. Bào tử nang ở cạnh thân, tròn tròn; buồng 3, nở dọc; bào tử một thứ.
Phụ sinh treo trên vỏ cây ở vùng nóng; tim lại(?!) ở Việt Nam.
Epiphytic; steem rootless, flattened, dichotomous, aphyllous."

## Hình ảnh

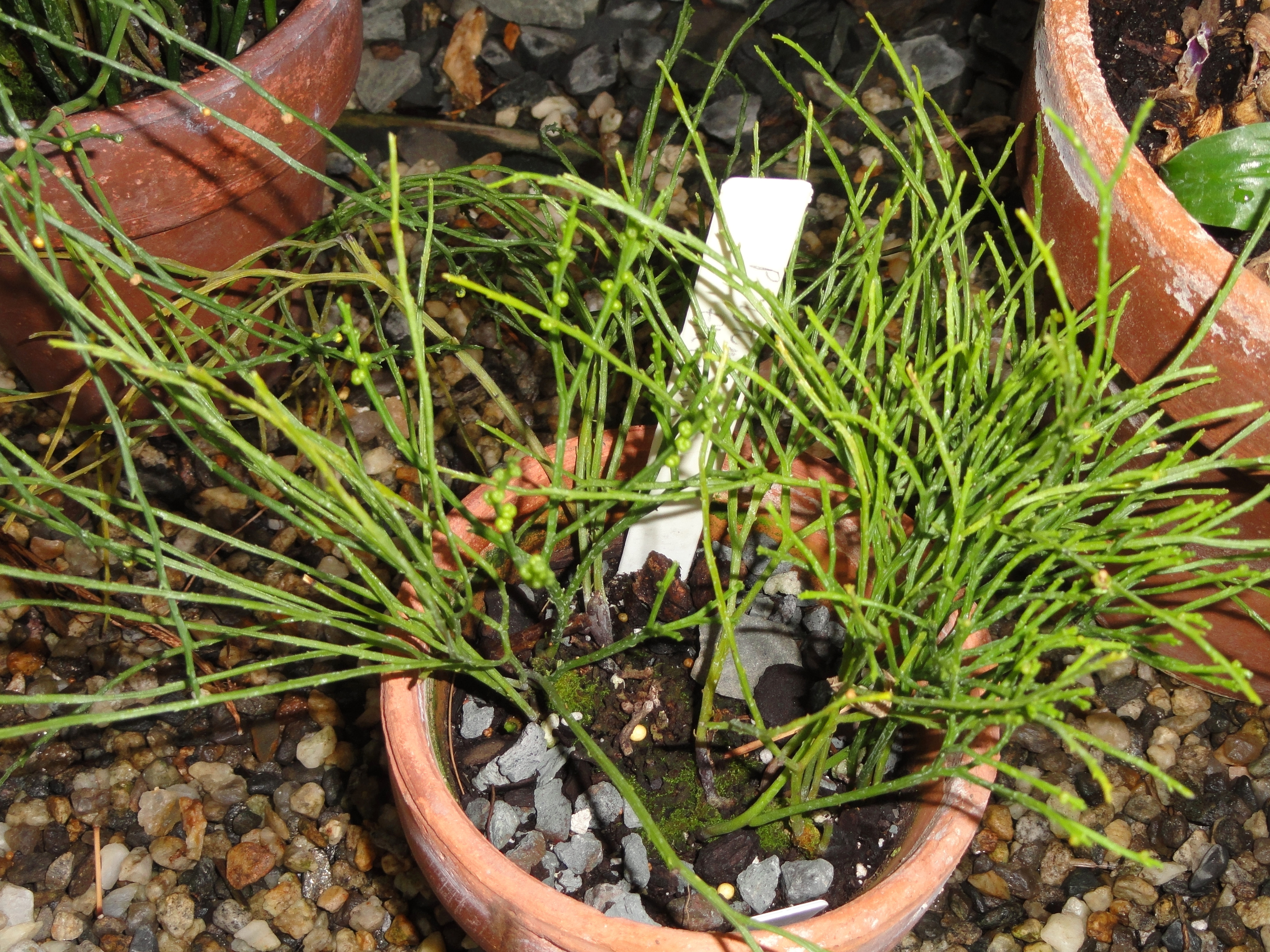